# Taik

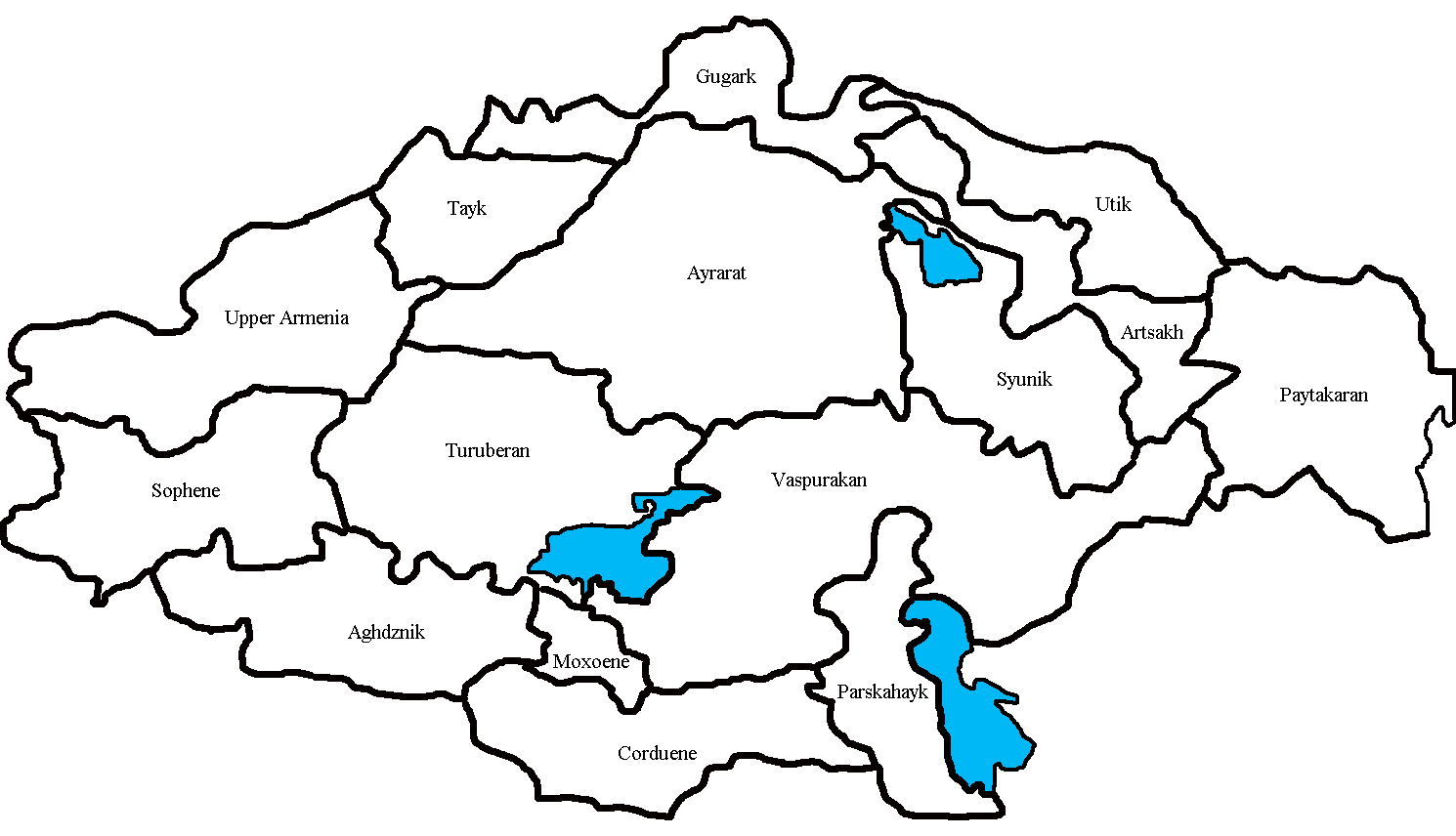
Regiones históricas de la Gran Armenia.

Reino de Armenia en 150.

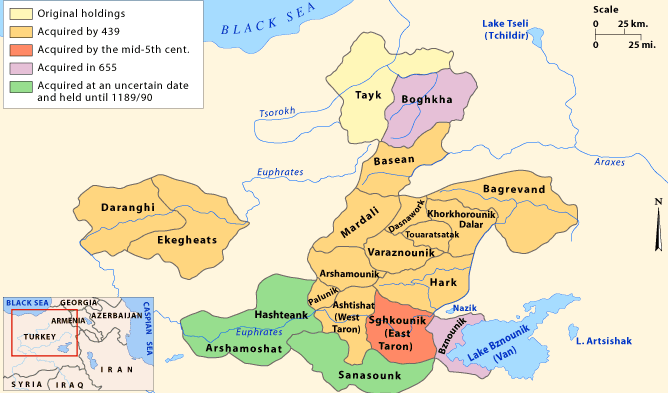
Mapa que muestra Taik de la casa de los Mamiconios.

Taik o Taique (en armenio: Տայք; transliterado: Tayk o Taiq), fue una de las provincias históricas del Reino de Armenia, uno de sus 15 ashjars ("mundos").

## Historia
En estas tierras hubo una confederación proto-armenia, Hayasa-Azzi, en el II milenio a. C. Probablemente fueron los Diasuni y Diauehi de las fuentes asirias y urarteas, de las que el nombre probablemente fue relacionado etimológicamente. Desde el siglo II a. C. hasta el siglo 
IX, Taik fue parte de los reinos armenios o 'autonomías': Gran Armenia, Armenia Marzpan y Armenia bagrátida.
En textos relacionados con la historia de Armenia, a menudo se usa como sinécdoque de la región noroeste de la Armenia histórica, ahora ubicada dentro del noreste de Turquía. En sentido estricto, se refiere a la decimocuarta provincia de Armenia según el geógrafo armenio del siglo VII Ananías de Siracena. Sus equivalentes georgianos son Tao (en georgiano: ტაო, la provincia) y Tao-Klarjeti (en georgiano: ტაო - კლარჯეთი; Tao-Klarjeti; la región).
Cuando el emperador bizantino Tiberio III (r. 698–705) acordó nombrar a Sembat VI Bagratuni como curopalate de Taik, aún a pesar de la disposición favorable mostrada por los najarares de Bagratuni hacia el califato, la respuesta de los omeyas fue rápida, invadiendo su ejército el territorio de Taik en 705, a la que siguió otra campaña en Najicheván, que culminó con una masacre de najarares. Probablemente, en esa época, por estar los omeyas en declive, su brutal reacción podría representar un esfuerzo desesperado por salvar el imperio.
Fue durante mucho tiempo una posesión de la familia Mamiconio. El principado de Taik fue legado, en 1001, por el último príncipe de los bagrátidas, David III de Tao (r. 930–1001), al emperador bizantino Basilio II Bulgaróctono.

## Cantones
La provincia constaba de ocho cantones o distritos. (en armenio: գավառ, gavar):
- Kogh
- Berdats por
- Partizats por
- Tchakatk
- Bokha
- Vokaghe
- Azordats por
- Arsiats por